# Hasan
Hasan, vlastním jménem Josef Andreas (* 6. května 1997, Tábor) je český rapper, textař a producent.

## Život
Hasan se začal hudbě věnovat okolo 13 let. Později se přes internet seznámil s rapperem Young Tay, se kterým společně začal tvořit hudbu. S přáteli, které na začátku své hudební kariéry poznali, vytvořili skupinu RFTS.
Do povědomí posluchačů se Hasan začal dostávat hlavně v roce 2015, kdy se spolu se svojí skupinou představili na Yzofestu. Tehdy si jej všiml už relativně populární rapper Yzomandias a oslovil Hasana, jestli by si mohl zakoupit jeho desku. Hasan následně dostal možnost vydat svůj mixtape „Love Hasan“ pod hlavičkou vydavatelství Milion+. Na tomto albu vznikl první z populárnějších hitů s názvem „Dávej ber“.
V roce 2016 Hasan přestal s překotným vydáváním projektů a změnil styl své hudební tvorby. Na albu „Oceán“ lze poprvé slyšet Hasana, který je velmi podobný tomu dnešnímu. S vydáním tohoto alba se stal plnohodnotným členem rozvíjejícího se vydavatelství Milion+.
Následně roku 2016 odmaturoval uměleckoprůmyslovou školu v Bechyni v oboru grafický design.
Na začátku roku 2017 vydal své EP Loft. V průběhu roku hostoval na Yzomandiasově albu Zhora vypadá všechno líp, což mu přivedlo další vlnu nových fanoušků. Ve stejném roce také ukončil spojení s původní skupinou RTFS, kterou kdysi založil.
Vzhledem k Hasanově novému přístupu, kdy kvalita dostávala přednost před kvantitou, v roce 2018 Hasan nevydal žádný vlastní projekt. Zato hostoval a spolupracoval na ostatních, jmenovitě například klip „Sedm“ od Nik Tenda, který na YouTube dosáhl přes 12 milionů zhlédnutí. Mimo další hostování se zúčastnil i skupinového alba Milion+, kde se skladba „HULILA HULILA“, na které má velký podíl, stala jedním z hitů českého rapu.
V roce 2019 vydal eponymní album, které obsahuje skladby, z nichž hned několik dosahuje milionových počtů zhlédnutí na YouTube. Nejpopulárnější skladbou je „Sám“, na které hostuje Nik Tendo; tato skladba dosáhla přes 5 milionů zhlédnutí. Album Hasan získalo po vydání vrcholovou příčku žebříčku hitparády.
Rok 2020 Hasan hudebně začal přispěním na EP „KARANTENA PARTY“ od Konexe a Deckyho, kde se objevil ve skladbě "LOSING MY MIND", která je remixem skladby „Avocado“ z alba Hasan. Svůj hlas propůjčil tento rok i na projektech od Robina Zoota (album Pouzar skladba „Zpátky v čase“) nebo Konexe (album VOILÀ skladba „CHIPS“). Na podzim roku 2020 vydal Hasan své již třetí studiové album s názvem Prototyp, na kterém se objevil Nik Tendo, Yzomandias a Kamil Hoffmann. Album díky tomu, že bylo vydáno hned po populárnějším albu Barvy od Viktora Sheena, dosáhlo pouze na stříbrnou příčku v hitparádě.
Na začátku roku 2021 vydal deluxe verzi alba Prototyp s názvem Prototyp: Upgrade, která přinesla pět nových skladeb ( „Everlong“, „Než bude pozdě“, „Drahokamy“, „Tesla“ se Smackem a „Tma“ s Robinem Zootem). Na konci května Hasan vydal instrumentální projekt s živými nástroji, vokály a hooky od interpretů Milion Plus.
Hasanův osobitý styl rapu bývá označován jako cloud rap.
V roce 2022 vydal Hasan album Album, co mi změnilo život a singly „Nejlepší stav“, „Gin“ s Nik Tendem „Mlha nad Jordánem“ a další.

## Diskografie

### Alba
| Rok  | Info | Žebříčky | Žebříčky | Streamy   |
| Rok  | Info | CZ       | SK       |           |
| ---- | --- | -------- | -------- | --------- |
| 2016 | Oceán - Datum: 31.5. - Vydavatel: Milion+, Universal Music - Skladeb: 17                                     | -        | -        | 2,3 mil.  |
| 2019 | Hasan - Datum: 25.4. - Vydavatel: Milion+, Universal Music - Skladeb: 12                                     | 1        | 3        | 28,5 mil. |
| 2020 | Prototyp - Datum: 23.10. - Vydavatel: Milion+, Universal Music - Skladeb: 13                                 | 2        | 15       | 11,5 mil. |
| 2021 | Prototyp: Upgrade - Datum: 22.1. - Vydavatel: Milion+, Universal Music - Skladeb: 18                         | 2        | 15       | 11,5 mil. |
| 2022 | Album, co mi změnilo život - Datum: 29.6. - Vydavatel: Milion+, Universal Music - Skladeb: 12                | 5        | 20       | 6,6 mil.  |
| 2022 | Album, co mi změnilo život (Další rozměr) - Datum: 22.7. - Vydavatel: Milion+, Universal Music - Skladeb: 18 | 5        | 20       | 6,6 mil.  |
| 2023 | Space - Datum: 24.3. - Vydavatel: Milion+, Universal Music - Skladeb: 13                                     | 27       | 19       | 3,2 mil.  |
| 2024 | Ve špatný čas na správným místě (s Blako) - Datum: 16.2. - Vydavatel: Milion+, Universal Music - Skladeb: 9  | -        | -        | 200 tis.  |

### EP
- Yelen muzik (2014)
- Hoverboard (2014)
- Aurora (2015)
- Loft (2017)
- Echo (2021)
- Burnout (2024)

### Mixtape
- Unknown (2014)
- Léto s Yelenem (2014)
- Rapmode (2015)
- Love Hasan (2015)
- Green tea (2015)